# Saint-Antoine-sur-l’Isle
Saint-Antoine-sur-l’Isle ist eine französische Gemeinde mit 581 Einwohnern (Stand: 1. Januar 2022) im Département Gironde in der Region Nouvelle-Aquitaine. Sie gehört zum Arrondissement Libourne und zum Kanton Le Nord-Libournais. 

## Geographie
Saint-Antoine-sur-l’Isle liegt etwa 53 Kilometer nordöstlich von Bordeaux und etwa 25 Kilometer nordöstlich von Libourne an der Isle, die die Gemeinde im Süden begrenzt. Umgeben wird Saint-Antoine-sur-l’Isle von den Nachbargemeinden Saint-Christophe-de-Double im Norden und Nordwesten, La Roche-Chalais und Eygurande-et-Gardedeuil im Nordosten, Le Pizou im Osten, Moulin-Neuf im Südosten, Gours im Süden, Saint-Seurin-sur-l’Isle im Südwesten sowie Porchères im Westen.

## Bevölkerung
| Jahr      | 1962 | 1968 | 1975 | 1982 | 1990 | 1999 | 2006 | 2018 |
| --------- | ---- | ---- | ---- | ---- | ---- | ---- | ---- | ---- |
| Einwohner | 430  | 437  | 405  | 387  | 396  | 435  | 526  | 582  |

## Sehenswürdigkeiten

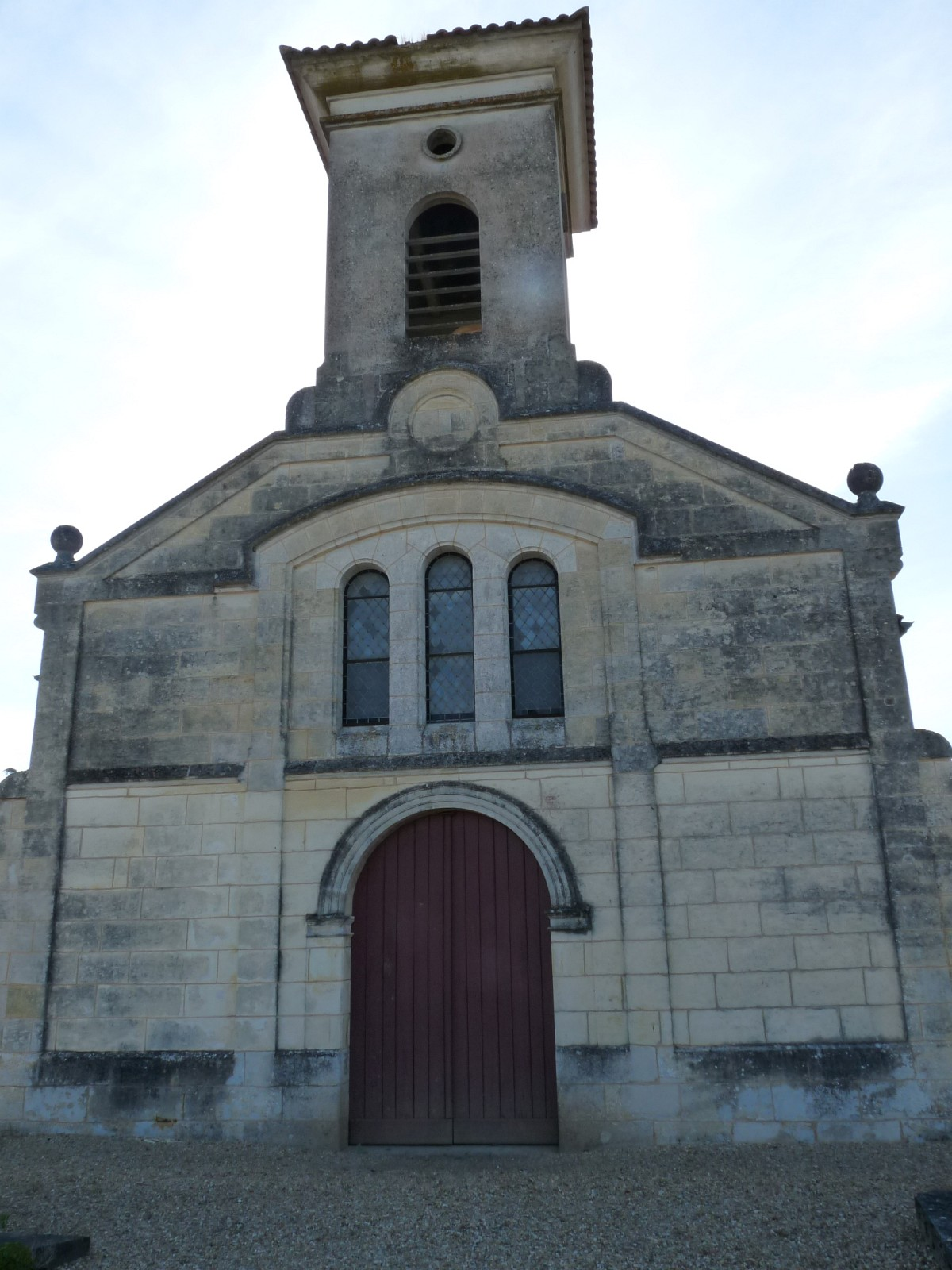
Kirche Saint-Antoine
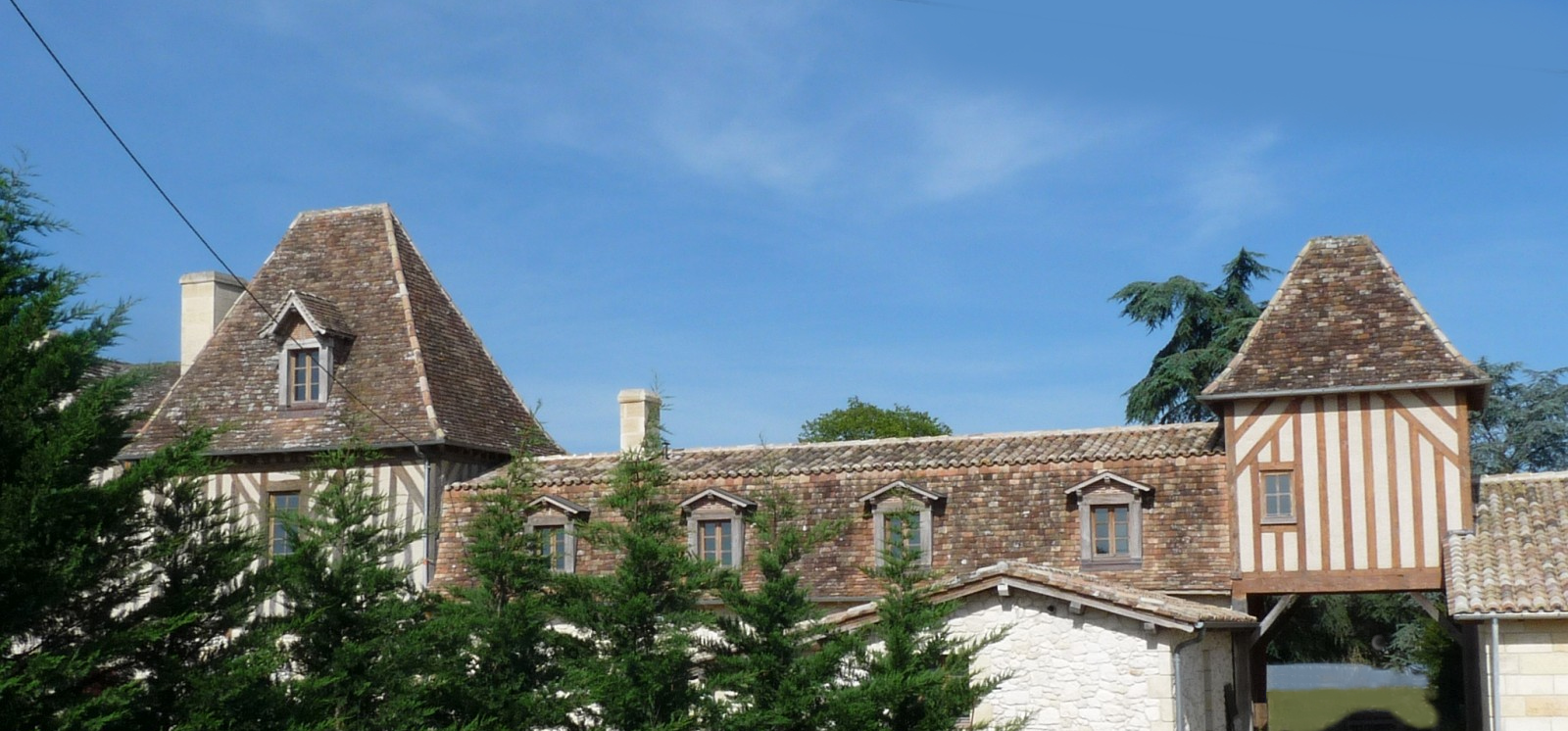
Altes Schloss

- Kirche Saint-Antoine
- Altes Schloss